# Grupo C.R. Almeida
O Grupo C.R. Almeida é uma organização empresarial brasileira de propriedade da família do empresário Cecílio do Rego Almeida. 

## História
Fundada em 1958 pelo engenheiro civil Cecílio do Rego Almeida com a denominação de Engenharia e Construções CR Almeida Ltda., em 1965 passou a ser conhecida por CR Almeida S/A Engenharia e Construções. Em 1969, diversificou suas atividades quando incorporou a empresa Britanite (IBQ Indústrias Químicas) e na atualidade, a empresa também atua na área de concessões rodoviárias (Ecovias, Ecopistas, Ecosul, Ecovia e Rodovia das Cataratas, Ecoponte, Ecovias do Cerrado, Eco 050, Eco 135),  e obras de infraestrutura de grande porte, nacionais e internacionais.
Em 2012, o Grupo vendeu 66% das ações da empresa Britanite, dividido entre a peruana Brescia e a chilena Enaex (33% cada) e em agosto de 2015, o grupo chileno Sigdo Koppers, da empresa Enaex, comprou 100% das ações da Britanite e desta forma o Grupo saiu do área química.

## Ligação externas
- Site oficial - Conheça o Grupo